# رشته‌کوه آکرسید
رشته‌کوه آکرسید (به صربی: Accursed Mountains) یک رشته‌کوه در صربستان است. رشته‌کوه آکرسید ۲٬۶۹۴ متر بالاتر از سطح دریا واقع شده‌است.